# Burn - Una notte d'inferno
Burn - Una notte d'inferno (Burn) è un film del 2019 diretto da Mike Gan.
Il film mostra i fatti che avvengono all'interno di una stazione di servizio in una notte apparentemente normale.

## Trama
Melinda lavora in una stazione di servizio ed è una commessa discreta, remissiva e servizievole. Arriva al lavoro per il turno di notte, dove incontra la sua collega Sheila.
Durante la notte un tentativo di rapina obbligherà Melinda a reagire e a tirare fuori un lato nascosto del suo carattere.

## Accoglienza
Il film è stato accolto in modo tiepidamente positivo.
Da parte della critica, sull'aggregatore di recensioni Rotten Tomatoes il film ha ottenuto un punteggio di 58% su 100% e su Metacritic ha ottenuto un voto di 50 su 100.
Il pubblico di Imdb gli ha dato un voto medio di 5.7 su 10 registrando più di 3000 voti.